# Hans Sachsse (Chemiker)
Hans Sachsse (* 29. Dezember 1906 in Elberfeld; † 31. März 1992 in Wiesbaden) war ein deutscher Chemiker und Technikphilosoph.

## Leben und Wirken
Hans Sachsse, Sohn von Thekla Sachsse, geborene Meynen, und des Bankiers Willi Sachsse, studierte nach Absolvierung eines Gymnasiums Physikalische und technische Chemie, Physik und Philosophie in Tübingen, Bonn und Berlin, wo er 1929 zum Dr. phil. promoviert wurde. Von 1928 bis 1933 war er mit einjähriger Unterbrechung am von Fritz Haber geleiteten Kaiser-Wilhelm-Institut für physikalische Chemie und Elektrochemie in Berlin-Dahlem tätig. Später ging er als Mitarbeiter des Physikochemikers Arnold Eucken nach Göttingen, wo er sich 1935 mit einer Arbeit über den thermischen Zerfall des Äthans habilitierte. Er wirkte 25 Jahre in der chemischen Industrie, von 1935 bis 1949 bei der BASF, anschließend von 1949 bis 1957 in leitender Funktion beim Zellstoffunternehmen Waldhof, deren Vorstand er auch angehörte, und schließlich von 1957 bis 1960 als Direktor bei der Farbwerke Hoechst AG. 1960 wurde er freiberuflich tätig. Er wurde außerplanmäßiger Professor für Physikalische Chemie an der Universität Mainz und war Mitglied mehrerer Fachgesellschaften.
Sachsse erfand und entwickelte ein petrochemisches Verfahren zur Erzeugung von Acetylen durch unvollständige Verbrennung von Kohlenwasserstoffen mit Sauerstoff. In den 1970er und 1980er Jahren schrieb er einflussreiche Bücher über Kybernetik und die Bedeutung der Technik für die Kultur. Technik sei ein Umzu-Weg im Sinne einer organischen Ergänzung zum Erreichen von Zielen: „Wir machen das Wahrgenommene eindeutiger als es ist, damit wir entscheiden können, was zu tun ist; wir nehmen das Sich-Wiederholende, das Konstante wahr und können uns so orientieren; wir nehmen das Sich-schnell-Verändernde wahr, was möglicherweise eine Gefahr anzeigt.“ Hans Sachsse war katholisch, hatte 1931 Charlotte Hasenclever geheiratet, lebte in Wiesbaden, wo er 1992 auch starb, und hatte zwei Söhne (Walter und Hans Sachsse).

## Veröffentlichungen
- Charakterisierung der Proteine durch elektrochemische Affinitätsbestimmungen. Berlin 1931 (Dissertation).
- Verstrickt in eine fremde Welt. 1965.
- Einführung in die Naturphilosophie. Band 1: Naturerkenntnis und Wirklichkeit; Band 2: Die Erkenntnis des Lebendigen. Viewe, Braunschweig 1967 und 1968, ISBN 3-528-08267-4.
- Das Portrait: Fritz Haber 1868–1934, in: Chemie in unserer Zeit, Oktober 1968, Seite 145–148.
- Technik und Verantwortung. Probleme der Ethik im technischen Zeitalter. Verlag Rombach, Freiburg 1972, ISBN 3-7930-0961-0.
- Einführung in die Kybernetik unter besonderen Berücksichtigung von technischen und biologischen Wirkungsgefügen. Vieweg, Braunschweig 1971 und 1985, ISBN 3-528-03539-0, sowie Reinbek 1974, ISBN 3-499-27001-3.
- (Hrsg.): Möglichkeiten und Massstäbe für die Planung der Forschung, herausgegeben im Auftrag der Gesellschaft für Verantwortung in der Wissenschaft München, Wien : Oldenbourg 1974, ISBN 978-3-486-47791-7.
- Anthropologie der Technik. Ein Beitrag zur Stellung des Menschen in der Welt. Vieweg, Braunschweig 1978, ISBN 3-528-08377-8.
- Was ist Sozialismus. 1979
- Kausalität – Gesetzlichkeit – Wahrscheinlichkeit. Die Geschichte von Grundkategorien zur Auseinandersetzung des Menschen mit der Welt. Wissenschaftliche Buchgesellschaft, Darmstadt 1979; 2. Auflage ebenda 1987, ISBN 3-534-07481-5.
- Ökologische Philosophie : Natur, Technik, Gesellschaft. Wissenschaftliche Buchgesellschaft, Darmstadt 1984, ISBN 3-534-09026-8.

## Würdigung
Eine Würdigung des biologisch-kybernetischen Ansatzes von Hans Sachsse schrieb Amán Rosales Rodríguez: Cultura y técnica: Una aproximación al pensamiento antropológico de Hans Sachsse.

## Ehrungen
- 1952: Dechema-Preis der Max-Buchner-Forschungsstiftung (für das Azetylen-Verfahren)
- 1981: Verdienstkreuz am Bande der Bundesrepublik Deutschland
- 1981: Humboldt-Plakette als Ehrengabe
- 1986: Max Born-Medaille für Verantwortung in der Wissenschaft